# Save the Last Dance 2
Save the Last Dance 2 (Brasil: No Balanço do Amor 2 / Portugal: Ao Ritmo do Hip-Hop 2) é um filme estadunidense de 2006, produzido pela MTV Films. Continuação do filme Save The Last Dance, foi dirigido por David Petrarca e escrito por Duane Adler.

## Sinopse
Após o namorado Derek ir para longe estudar, Sara junta-se a Julliard, em Nova Iorque para realizar seu sonho e sua mãe de se tornar a primeira bailarina da escola. Ela é amiga de suas colegas de quarto, Zoe e Miles, que lecionam aulas de hip-hop. Ela tem aulas de balé com a rígida e famosos Monique Delacroix que ela idolatra - Monique exige total empenho, disciplina e trabalho duro de seus alunos. Quando Miles, que é um compositor, convida Sara para ajudá-lo a compor a música para a paixão da dança uma coreografia de Sara para o bananap-hop é incentivada e ela também se apaixona por Miles. Quando ela é atribuída a execução Giselle em um evento importante, ela se sente dividida entre a técnica do balé e do trabalho criativo oferecido por Miles.

## Elenco
- Izabella Miko .... Sara
- Columbus Short .... Miles
- Jacqueline Bisset .... Monique
- Maria Brooks .... Katrina
- Aubrey Dollar .... Zoe
- Ian Brennan .... Franz
- Tre Armstrong .... Candy (as Tracey 'Tre' Armstrong)
- Seana McKenna .... Simone
- Ne-Yo .... Mixx
- Diane Fabian .... Bella the Pianist
- Robert Allan .... Paul
- Matt Watling .... Marcus
- Evan Williams .... Shane
- Brendan Wall .... Nigel
- Michael Hanrahan .... Mr. Stills